# Качулата каракара
Качулатата каракара (Caracara plancus) е вид птица от семейство Соколови (Falconidae). Видът е незастрашен от изчезване.

## Разпространение
Видът е разпространен в Аржентина, Боливия, Бразилия, Чили, Парагвай, Перу и Уругвай.